# アフター・ザ・ファイヤー
アフター・ザ・ファイヤー（After The Fire）は、イギリスのロンドンで結成したロックバンド。略称はATF。

## 略歴
バンド結成はピーター・バンクス (イエス初期の人物とは同名異人)が学生時代の1970年。自主制作でアルバムを3枚制作する。70年代後半にはロック・ボトム誌にナショナルヘルスと共にプログレの有望新人バンドと紹介されていたが、パンクの台頭で路線変更を余儀なくされる。CBSに認められ1979年にデビューする。時のニュー・ウェイヴ風アレンジを取り入れたファースト・シングルの「One Rule for You」は全英シングルチャートで40位に食い込むが、その後はなかなかヒットに恵まれなかった。しかし、1982年にオーストリアのアーティストファルコの「秘密警察」（Der Kommissar）をカヴァー（ただし、オリジナルはドイツ語で、こちらは英語に訳している）するとイギリスよりもアメリカで大ヒットし、全米チャート5位になった。しかし、その後ヒット曲はなく、1986年に解散した。
バンクスを中心に2004年に「ATF2」として再結成し、メンバーは五人組になったが、オリジナル・メンバーは彼だけである。2007年のグリーンベルト等クリスチャン系イベント等現在も活動を続けている。

## 全盛期のメンバー
- ピーター・バンクス[1] (Peter Banks) - キーボード
- ピート・キング (Pete King) - ドラム
- アンディ・ピアシー (Andy Piercy) - ギター、ボーカル
- ジョン・ラッセル (John Russell) - ベース

## ディスコグラフィ

### アルバム
- 『サインズ・オブ・チェンジ』 - Signs of Change (1978年)
- Laser Love (1979年)
- 80-f (1980年)
- Batteries Not Included (1982年)
- 『ATF』 - Der Kommissar (1982年) ※コンピレーション
- Der Kommissar - The CBS Recordings (2005年) ※コンピレーション
- Live at Greenbelt (2005年)
- AT2F (2006年)
- Radio Sessions 1979–1981 (2009年)

### EP
- Life in the City (1979年)
- Frozen Rivers (1981年)
- Rich Boys (1982年)

### シングル
- "One Rule for You" (1979年)
- "Laser Love" (1979年)
- "Life in the City" (1979年)
- "Love Will Always Make You Cry" (1980年)
- "Wild West Show" (1980年)
- "Dancing in the Shadows" (1981年)
- "Frozen Rivers" (1981年)
- "Rich Boys" (1982年)
- 「秘密警察」 - "Der Kommissar" (1982年)
- "Dancing in the Shadows" (1983年)
- "8 Ball in the Top Pocket" (1983年)
- "One Rule (For Trade Justice)" (2005年)
- "Forged from Faith" (2005年)